# Libertad y Refundación
Libertad y Refundación (LIBRE) es un partido político de izquierda de Honduras. Surgió en 2011 como agrupación de izquierda opuesta al golpe de Estado de 2009 contra Manuel Zelaya. Desde su fundación, ha sido liderado por Zelaya y su esposa, Xiomara Castro, siendo Castro la candidata presidencial del partido en los comicios de 2013 y 2021. En las primeras elecciones, Castro obtuvo el segundo lugar, no obstante, fue electa en las votaciones de 2021, por lo que, desde enero de 2022, Libre es el partido de gobierno del país.

## Historia

### Antecedentes
La madrugada del 28 de junio de 2009, Manuel Zelaya Rosales fue arrestado ilegalmente con una orden de captura falsa y una renuncia al cargo de presidente que el nunca firmó, misma que luego sería leída por el gobierno de facto tras el golpe de Estado. Luego se cometió la transgresión ilegal de enviarlo fuera de Honduras consumándose así un golpe de Estado al ejecutivo. Como respuesta contra dicha acción, los seguidores del derrocado mandatario, además de sectores independientes que rechazaron estas acciones, fundaron al poco tiempo el "Frente Nacional Contra la Deposición Presidencial", que demandaba la restitución de Zelaya al poder. Al no ser esto posible, se pasó a llamar en 2010 (cuando terminaría el mandato de Zelaya) "Frente Nacional de Resistencia Popular" (FNRP). 
Luego de varias deliberaciones, finalmente el FNRP decide emprender la lucha política electoral, para lo cual tenía que consolidarse como partido político, con el fin de devolver al poder a Zelaya en los comicios de 2013 y hacer viable una vez más la realización de una constituyente que modifique en su totalidad la constitución actual. Y es así como, con el retorno del 'Mel' y de su familia al país el 28 de mayo de 2011, luego de residir seis meses en la República Dominicana, comienza el proceso para la fundación de lo que luego sería después el actual Partido Libertad y Refundación (LibRe). 

### Fundación

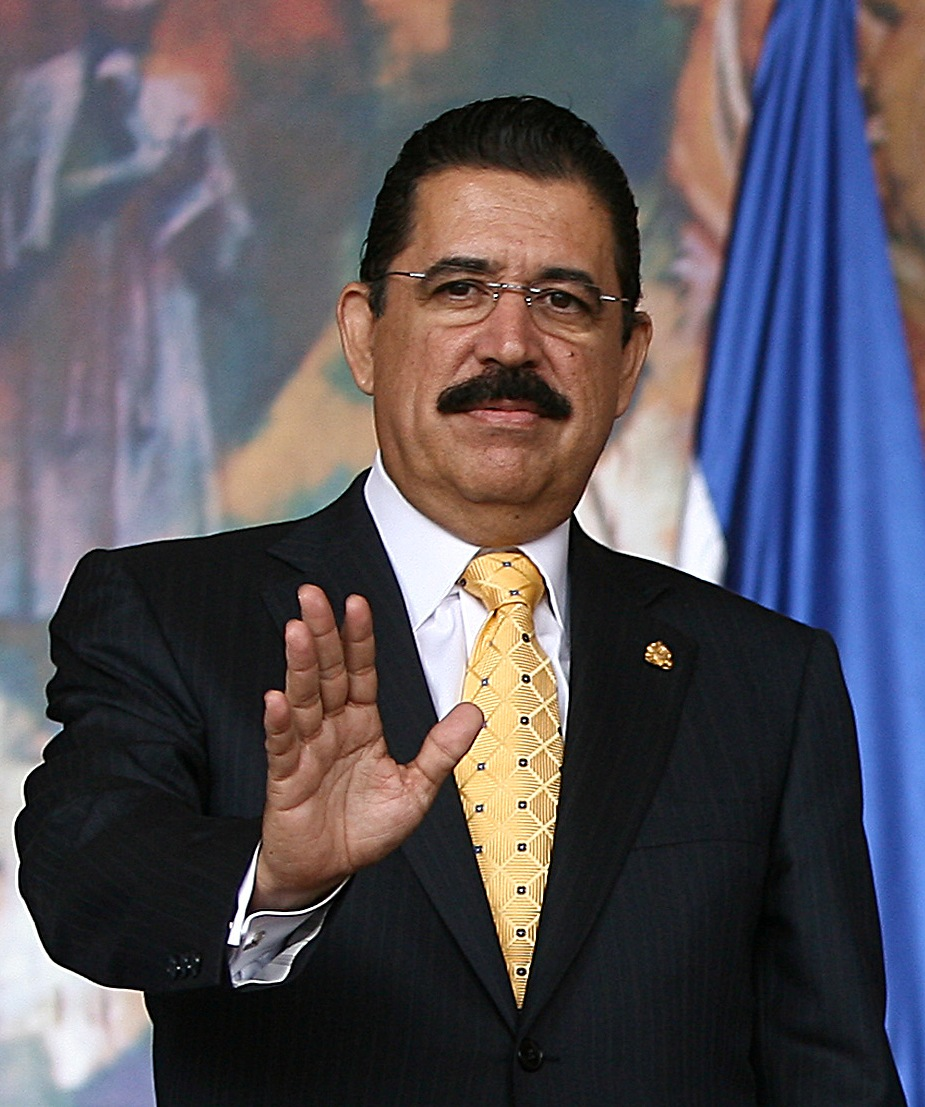
El expresidente Manuel Zelaya fue derrocado tras un golpe de estado cívico-militar en 2009. La crisis política resultante en Honduras genera la creación de Libre.

El sábado 29 de mayo de 2011, el derrocado presidente de Honduras, Manuel Zelaya, manifestó su intención de crear un "frente amplio de resistencia popular" igual al creado en Uruguay, que ganó dos elecciones presidenciales consecutivas. Este fue aprobado por una Asamblea Extraordinaria del Frente Nacional de Resistencia Popular, celebrada en la ciudad de Comayagüela el 26 de junio de 2011. El nuevo partido político pasaría a llamarse "Frente Amplio de Resistencia Popular" (FARP), nombre que tuvo que cambiarse ya que era demasiado parecido al de otro partido político en proceso de formación, el Frente Amplio Político Electoral en Resistencia (FAPER); por lo que, luego de otra Asamblea Extraordinaria llevada a cabo el 25 de septiembre del mismo año, se decidió el nombre de "Partido Resistencia Popular" (PRP). Finalmente, una semana después, el 2 de octubre; la Coordinación Nacional del Frente Nacional de Resistencia Popular decidió por unanimidad el nombre definitivo de "Partido Libertad y Refundación" (LIBRE)
El 30 de octubre, Zelaya entregó al Tribunal Supremo Electoral (TSE) 82 mil firmas recaudadas por todo el país, como el primer paso para la inscripción del nuevo partido político; de las cuales fueron validadas 63,980; superando el mínimo legal requerido de 43 mil firmas. Además de las firmas, LIBRE presentó también sus estatutos, su declaración de principios, un programa de acción política, y una estructura organizacional en casi todo el país.
El 11 de febrero de 2012, el partido en formación presentó oficialmente a su futura candidata a la presidencia, la ex primera dama Xiomara Castro, esposa de Manuel Zelaya, quien formaría parte del proceso electoral como una candidata escogida por consenso entre los distintos movimientos dentro del partido Libre. Castro se perfilaba como posible candidata desde el retorno de Zelaya a Honduras, en vista de que la constitución del país no permite la reelección presidencial.
El 13 de marzo, el TSE autorizó la inscripción del Partido Libertad y Refundación, entregándole dos días después y en acto público la documentación oficial que lo acredita como el séptimo partido político inscrito de Honduras. Además, se convirtió también en el segundo partido político que surgió a raíz de la crisis, luego de más de 30 años sin que se fundara uno nuevo.

### Comicios de 2013
El nuevo partido político entró a la contienda electoral llevada a cabo en noviembre de 2013, siendo Xiomara Castro de Zelaya su candidata presidencial "por consenso", quien ganó liderazgo dentro del movimiento al encabezar las manifestaciones del Frente Nacional de Resistencia Popular durante los meses posteriores al Golpe de Estado. Estuvo acompañada en la fórmula presidencial por Juan Barahona, dirigente popular del FNRP, el político Enrique Reina y la empresaria Juliette Handal como designados presidenciales.
Los demás candidatos fueron elegidos en las elecciones internas del 18 de noviembre de 2012, las primeras en la historia de Honduras en las que no sólo participaron los dos partidos más fuertes del país, el Partido Nacional y el Partido Liberal. En estas, participaron dentro del partido Libre las corrientes: Movimiento 28 de junio, Movimiento Resistencia Popular (MRP), Pueblo Organizado en Resistencia (POR), Fuerza de Refundación Popular (FRP) y Movimiento 5 de julio.
En las elecciones generales llevadas a cabo el domingo 24 de noviembre, Libre logró consolidarse como la segunda fuerza política del país, desplazando a un tercer lugar al tradicional Partido Liberal. El ganador de estas fue el Partido Nacional, que logró llevar a la presidencia a su candidato Juan Orlando Hernández con un 36 % de los votos, mientras que Xiomara Castro obtuvo un 28 %. La misma noche del día de las elecciones, con una mayoría de los votos escrutados marcando una clara tendencia a favor del candidato Juan Orlando Hernández, tanto este, como el candidato del PAC, Salvador Nasralla, y Xiomara Castro; se declararon ganadores de los comicios generales. La negativa del partido Libre en reconocer los resultados provocó que desde el martes 26 hasta el jueves, se movilizaran diariamente unos 500 simpatizantes de Libre en distintos lados de la capital, impidiendo el paso y protestando por el supuesto fraude contra Castro. Xiomara Castro y Salvador Nasralla afirmaron que hubo fraude electoral contra su persona y nunca reconocieron como legítima la victoria de Hernández.   

### Comicios de 2017
El Partido Libertad y Refundación, junto con Salvador Nasralla (expresidente del Partido Anticorrupción) y el Partido Innovación y Unidad (PINU-SD) lograron un entendimiento y firmaron el convenio de unidad partidaria a nivel presidencial para afrontar las elecciones generales de noviembre del 2017, conformando así la «Alianza de Oposición contra la Dictadura», la cual el domingo 21 de mayo de 2017, durante la Asamblea General del partido LIBRE, proclamó al ingeniero Salvador Nasralla como candidato oficial a la presidencia de la República, y la señora Xiomara Castro como candidata a primera designada presidencial en la fórmula de dicha alianza. 
La Alianza perdió las elecciones con 41.4 % de los votos, detrás del reelecto Juan Orlando Hernández que obtuvo un 42.9 %; esto después de que el primer corte de resultados con el 57 % de las actas escrutadas diera una ventaja de casi 5 % a Nasralla sobre Hernández. El cambio en la tendencia más las múltiples irregularidades en el proceso, propiciaron a que el candidato Nasralla llamara a protestas alegando fraude, con lo cual comenzó una crisis poselectoral. 

### Comicios de 2021

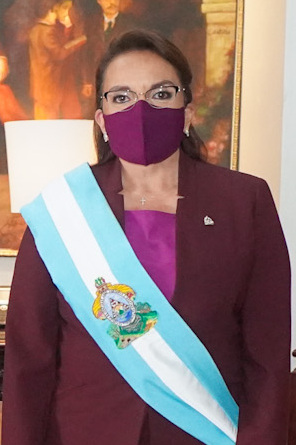
Xiomara Castro durante su investidura presidencial.

Transcurridas las elecciones primarias del 14 de marzo de 2021, donde fue vencedora por tercera vez la señora Xiomara Castro de Zelaya, el partido se preparó para la contienda electoral del próximo 28 de noviembre. El 13 de octubre, Salvador Nasralla renunció a su candidatura por la Alianza de Unidad Opositora de Honduras (conformada por el Partido Salvador de Honduras y el Pinu) para convertirse en candidato a primer designado presidencial por Libre, en lo que se autodenominó la "Alianza del Pueblo". Castro ganó la elección presidencial, convirtiéndose en la primera mujer en Honduras en hacerlo.

## Ideología

### Principios ideológicos
En la actualidad el partido se encuentra en la izquierda política. Se caracteriza por oponerse abiertamente al neoliberalismo, las privatizaciones, y la corrupción. Dando su apoyo a los derechos de los trabajadores, salud y educación universal, feminismo, derechos de los pueblos originarios, y en menor media, derechos para las personas de la comunidad LGBT. El lema de la institución es "La revolución es inevitable en Honduras", palabras escogidas por el expresidente Zelaya, quien se mantiene como líder del Frente Nacional de Resistencia Popular. En sus "Declaración de Principios", Libre aboga a la refundación del Estado, «la transformación de la sociedad y del sistema económico y político, así como la construcción de una verdadera democracia participativa e incluyente basada en la igualdad, la libertad, la solidaridad y la justicia con las cuales se garantice el respeto universal e irrestricto de los derechos humanos;»
Libertad y Refundación considera que para refundar Honduras y lograr la transformación de la sociedad es impostergable convocar una Asamblea Nacional Constituyente que escriba una nueva constitución para el país, y mantiene a esta como su principal ideología de campaña. A nivel internacional, el Foro de São Paulo reconoció como miembro al Frente Nacional de Resistencia Popular y por consiguiente al Partido Libertad y Refundación, manifestando el 6 de julio de 2012 su respaldo a la candidatura de Xiomara Castro de Zelaya a la presidencia de la república.

### Propuestas
Las principales propuestas de gobierno que ha dado el partido es romper con el sistema neoliberal y llevar a cabo un sistema económico más orientado a una tercera vía. Busca la ejecución de políticas públicas dirigidas al fortalecimiento de los diferentes tipos de empresas y de propiedad: Estatal, Mercantil /Privada y Social, como las cooperativas, cajas rurales, y los emprendimientos solidarios. Propone realizar una nueva constitución de Honduras llamada "la refundación", la cual exige su propia ley y un nuevo rol del Estado democrático en defensa de los derechos de los trabajadores, mujeres, estudiantes, minorías étnicas, sexuales y la economía. Se ha propuesto transformar el sistema educativo, orientándolo hacia un desarrollo social y el mejoramiento delos centros educativos hondureños.  

## Protagonismo en protestas

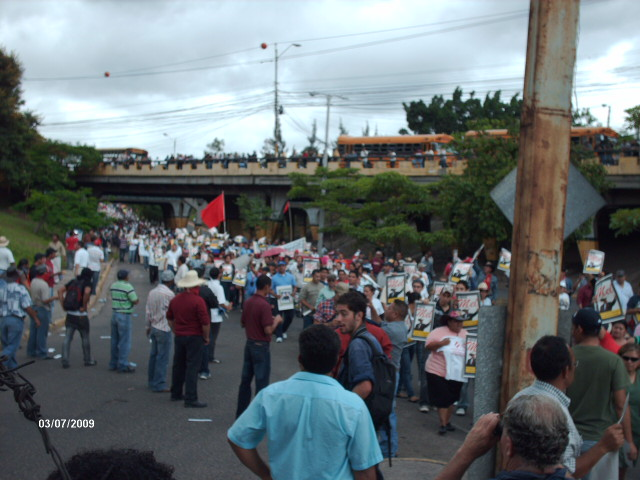
Las protestas por parte de los simpatizantes de Libre se remontan desde 2009 con el golpe de Estado contra la presidencia de Zelaya.

El partido es caracterizado por simpatizar con diversas protestas, especialmente aquellas donde se reivindica los derechos de los trabajadores, derechos humanos, lucha por los derechos de la mujer, entre otros. También se han protestado contra el gobierno de Juan Orlando Hernández. Siendo algunos de los manifestantes acusados de protagonizar actos catalogados como violentos o vandálicos en algunas de sus manifestaciones públicas de protesta.

### Movimientos y acusaciones de violencia y vandalismo
Las manifestaciones por parte de los simpatizantes de LIBRE se remontan desde antes de su consolidación como partido político. El 27 de enero de  2014, un grupo de seguidores de Libre marchó en protesta durante la toma de posesión del presidente Hernández. El 1 de mayo, durante las marchas llevadas a cabo por el día del trabajador, los manifestantes realizaron varias manifestaciones que terminaron en enfrentamientos con la policía quien atacó a los manifestantes además que algunos edificios fueron rayados y dañados. El gerente del Centro Histórico de la Alcaldía capitalina, señaló abiertamente a los simpatizantes de Libre como los responsables de esto.
En julio del mismo año, en medio de una disputa callejera en un barrio de la capital, un diputado de Libre mató con su arma de fuego a un taxista involucrado en el altercado, siendo en 2016 condenado a 15 años de prisión por homicidio culposo. El 27 de enero de 2015, simpatizantes de Libre marcharon por la capital en el marco del primer año de gobierno del mandatario Juan Orlando Hernández, dejando a su paso mensajes en las paredes de edificios de la capital. El 1 de mayo del mismo año, nuevamente se realizaron actos de protesta durante las marchas por el día del trabajador por parte de presuntos simpatizantes. El 24 de julio, un grupo de manifestantes, entraron por la fuerza al Tribunal de Sentencia, botando los portones para hacerse paso hacia una sala de juicio oral. Los manifestantes tumbaron la puerta de la sala interrumpiendo una audiencia judicial por delitos de difamación contra el periodista y simpatizante de Libre, David Romero Elner, a quien lograron sacar del recinto.
En octubre, la toma de carreteras llevada a cabo por miembros del Frente Nacional de Resistencia Popular y de Libre exigiendo la instalación de una Comisión Internacional Contra la Impunidad en Honduras, al final los encapuchados lanzaron piedras y causaron destrozos a vehículos de la policía y de ciudadanos particulares. El 12 de abril de 2016, unos pocos miembros de Libre encabezados por Manuel Zelaya interrumpieron con gritos y empujones una conferencia de prensa de Robert Carmona Borjas, opositor venezolano de Hugo Chávez y cuestionador del gobierno de Zelaya, la cual tuvo que ser cancelada. En la marcha del 1 de mayo, los simpatizantes del partido Libre fueron una vez más señalados por autoridades del Partido Nacional como los responsables del asalto y la quema de la sede de esa institución política, llevada a cabo por encapuchados vistiendo de rojo y negro.

## Resultados electorales

### Elecciones presidenciales
| Año  | Candidatos        | Primera vuelta | Primera vuelta | Resultado | Nota                            |
| Año  | Candidatos        | votos          | % votos        | Resultado | Nota                            |
| ---- | ----------------- | -------------- | -------------- | --------- | ------------------------------- |
| 2013 | Xiomara Castro    | 896 498        | 28.78 %        | No electa | Primera elección en participar  |
| 2017 | Salvador Nasralla | 1 360 442      | 41.46 %        | No electo | Alianza de Oposición            |
| 2021 | Xiomara Castro    | 1 716 602      | 51.12 %        | Electa    | Primera mujer electa presidenta |
| 2025 | Rixi Moncada      | -              | -              |           |                                 |

### Elecciones al Congreso
| Año  | Votos     | %       | Bancas ganadas | Posición        | Nota |
| ---- | --------- | ------- | -------------- | --------------- | ---- |
| 2013 | 896 498   | 27.51 % | 37/128         | Primera minoría |      |
| 2017 | 1 360 442 | 41.46 % | 30/128         | Primera minoría |      |
| 2021 | 1 716 793 | 51.12 % | 50/128         | Mayoría         |      |
| 2025 | -         | -       | -              | -               |      |

### Nivel Municipal
| Elección | Alcaldes | Posición |
| -------- | -------- | -------- |
| 2013     | 31/298   | 3.ª      |
| 2017     | 31/298   | 3.ª      |
| 2021     | 57/298   | 3.ª      |
| 2025     | -        | -        |

## Coordinación Nacional Partidaria 2025-2029
| Cargo                                             | Nombre                               |
| ------------------------------------------------- | ------------------------------------ |
| Coordinador General                               | José Manuel Zelaya Rosales           |
| Subcoordinadora General                           | Rixi Ramona Moncada Godoy            |
| 1. Secretaría General                             | Xiomara Hortensia Zelaya Castro      |
| 2. Secretaría de Actas                            | Juan Alberto Barahona                |
| 3. Secretaría de Finanzas                         | Luz Angélica Smith Mejía             |
| 4. Secretaría de Fiscalización                    | Mayra Janeth Mejía del Cid           |
| 5. Secretaría de Relaciones Internacionales       | Gerardo José Antonio Torres Zelaya   |
| 6. Secretaría de Comunicación y Prensa            | Maísa Alejandra Rodríguez Valladarez |
| 7. Secretaría de Asuntos Jurídicos                | Luis Rolando Redondo Guifarro        |
| 8. Secretaría de la Mujer                         | Scarleth Ivette Romero Cantarero     |
| 9. Secretaría de Juventud                         | Ana Suyapa Murillo Petit             |
| 10. Secretaría de Derechos Humanos                | Carmen Haydeé López Flores           |
| 11. Secretaría de Transparencia                   | Bartolo Fuentes                      |
| 12. Secretaría de Medio Ambiente                  | Nery Oswaldo Galo Oyuela             |
| 13. Secretaría de Organización                    | Irma María Padilla Avilez            |
| 14. Secretaría de Formación Política              | Dagoberto Suazo Zelaya               |
| 15. Secretaría de Poder Popular                   | Mauricio Antonio Ramos Suazo         |
| 16. Secretaría de Asuntos Campesinos              | Wendy Vanessa Nóchez Reyes           |
| 17. Secretaría de Asuntos Obreros y Gremiales     | Melvin Orlando Cevallos              |
| 18. Secretaría de Educación, Ciencia y Tecnología | Edgardo Antonio Casaña               |
| 19. Secretaría de Cultura y Artes                 | Tatiana Isabel Lara Pineda           |
| 20. Secretaría de Pueblos Indígenas               | Rasel Antonio Tomé Flores            |
| 21. Secretaría de Diversidad Sexual               | Erick Vidal Martínez Salgado         |
| 22. Secretaría de Planificación                   | Amable de Jesús Hernández            |
| 23. Secretaría Departamento 19                    | Zulmit Solemit Rivera Zúniga         |
| 24. Secretaría de Asuntos Electorales             | Jean Carlos Alfredo Romero Canales   |